# Eurhinosea
Eurhinosea är ett släkte av fjärilar. Eurhinosea ingår i familjen mätare.
Kladogram enligt Catalogue of Life:
| Eurhinosea | \| \| Eurhinosea flavaria \| \| \| \| \| \| Eurhinosea flavata \| \| \| \| |
|            | \| \| Eurhinosea flavaria \| \| \| \| \| \| Eurhinosea flavata \| \| \| \| |
|            | Eurhinosea flavaria                                                        |
|            |                                                                            |
|            | Eurhinosea flavata                                                         |
|            |                                                                            |